# Гробниця Лінкольна

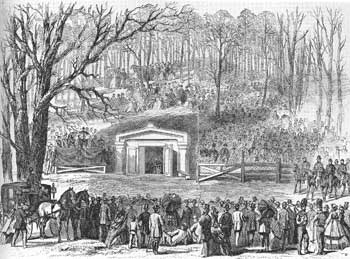
Ілюстрація поховання Лінкольна 1865 року («»)

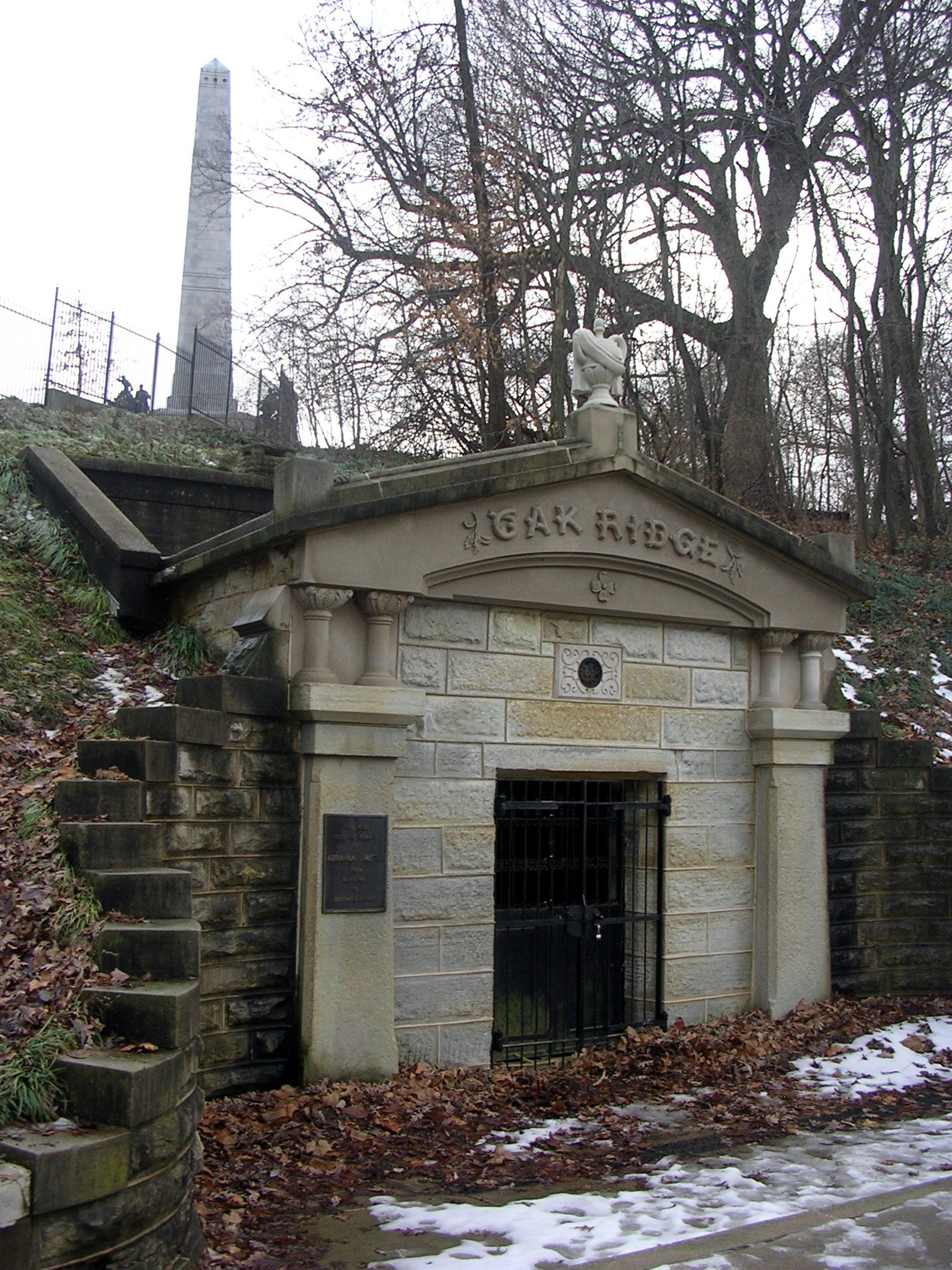
Приймальний склеп (на передньому плані) та могила (на задньому плані)

Гробни́ця Лі́нкольна — місце останнього спочинку Авраама Лінкольна, 16-го президента США, його дружини Мері Тодд Лінкольн та трьох із їхніх чотирьох синів: Едварда, Вільяма та Томаса. Розташована на кладовищі Оук-Ридж у Спрингфілді (штат Іллінойс).
Побудована з граніту гробниця має високу півтораповерхову основу трапецієподібної форми, увінчану обеліском, з напівкруглим входом до приймальні на одному кінці та напівкруглою криптою або похоронною кімнатою навпроти. Зовні чотири прольоти сходів з балюстрадою ведуть на рівну терасу. Навколо тераси простягається балюстрада, утворюючи парапет, а біля основи обеліска розташовано кілька бронзових статуй, рельєфів та кам'яних різьблень. Висота обеліска 36 м.
На постаменті перед входом стоїть відлита з бронзи голова Лінкольна роботи Ґатзона Борґлума; оригінальний мармуровий бюст Борґлума міститься в Капітолії США. Всередині входу на рівні землі могили розташована ротонда з коридорами, які ведуть до поховальної кімнати. Інтер'єр виконано з мармуру, а у вхідній кімнаті та коридорах виставлено кілька відомих, спеціально відлитих із бронзи, статуй Лінкольна. Крипту, в центрі якої стоїть пам'ятник із червоного мармуру з написом, прикрашають вітраж та прапори.
Після завершення церемоній та заходів, присвячених смерті Лінкольна, його тіло поховано в сусідній приймальній гробниці, а пізніше в державній гробниці. Мавзолеєм, як державною історичною пам'яткою «Гробниця Лінкольна» володіє й керує штат Іллінойс. 1960 року її визнано однією з перших національних історичних пам'яток, а 1966 року, зі створенням Національного реєстру історичних місць, — однією з перших занесено до нього.

## Історія
16 квітня 1865 року, через два дні після вбивства президента Авраама Лінкольна, група громадян Спрингфілда створила Національну асоціацію пам'ятників Лінкольну (англ. National Lincoln Monument Association) та очолила збір коштів на будівництво меморіалу або гробниці. Після прибуття похоронного поїзда 3 травня Лінкольн пролежав одну ніч у Капітолії штату Іллінойс. Після похорону та похоронної служби наступного дня його труну помістили до приймального склепу на кладовищі Оук-Ридж, місці, яке місіс Лінкольн просила для поховання. У грудні останки її чоловіка перенесли до тимчасового склепу недалеко від запропонованого місця меморіалу. 1871 року, за три роки після початку будівництва гробниці, тіла Лінкольна та трьох наймолодших його синів помістили в крипти в незавершеній споруді.
1874 року, після завершення будівництва меморіалу за проєктом Ларкіном Голдсмітом Мідом, останки Лінкольна поховано в мармуровому саркофазі в центрі камери, відомої як «катакомби», або поховальна кімната. Однак 1876 року, після того, як двоє чиказьких злочинців намагалися викрасти тіло Лінкольна, щоб отримати за нього викуп, Національна асоціація пам'ятників Лінкольна сховали останки в іншій частині меморіалу, спочатку під дошками та іншим мотлохом, а потім поховали в землі в гробниці. Коли 1882 року померла місіс Лінкольн, її останки поміщено поруч із останками Лінкольна, але 1887 року обидва тіла перепоховано в цегляному склепі під підлогою поховальної кімнати.
До 1895 року, коли держава придбала меморіал, він занепав. На час програми реконструкції та реставрації від 1899 до 1901 року всі п'ять трун перенесено до сусіднього підземного склепу. Після завершення реставрації влада штату повернула їх до поховальної кімнати, а останки Лінкольна помістили в саркофаг, де вони перебували протягом 1874—1876 років. Однак, ще за кілька місяців, на прохання Роберта Тодда Лінкольна, єдиного живого сина президента, останки Лінкольна перенесено до місця останнього спочинку — бетонного сховища на глибині 10 футів (3,0 м) під поверхнею поховальної кімнати. У 1930—1931 роках держава реконструювала інтер'єр меморіалу в стилі ар-деко. Повторно відкритий наступного року президентом Гербертом Гувером, він зазнав відтоді мало змін. 1960 року гробницю Лінкольна оголошено Національною історичною пам'яткою.

## Опис

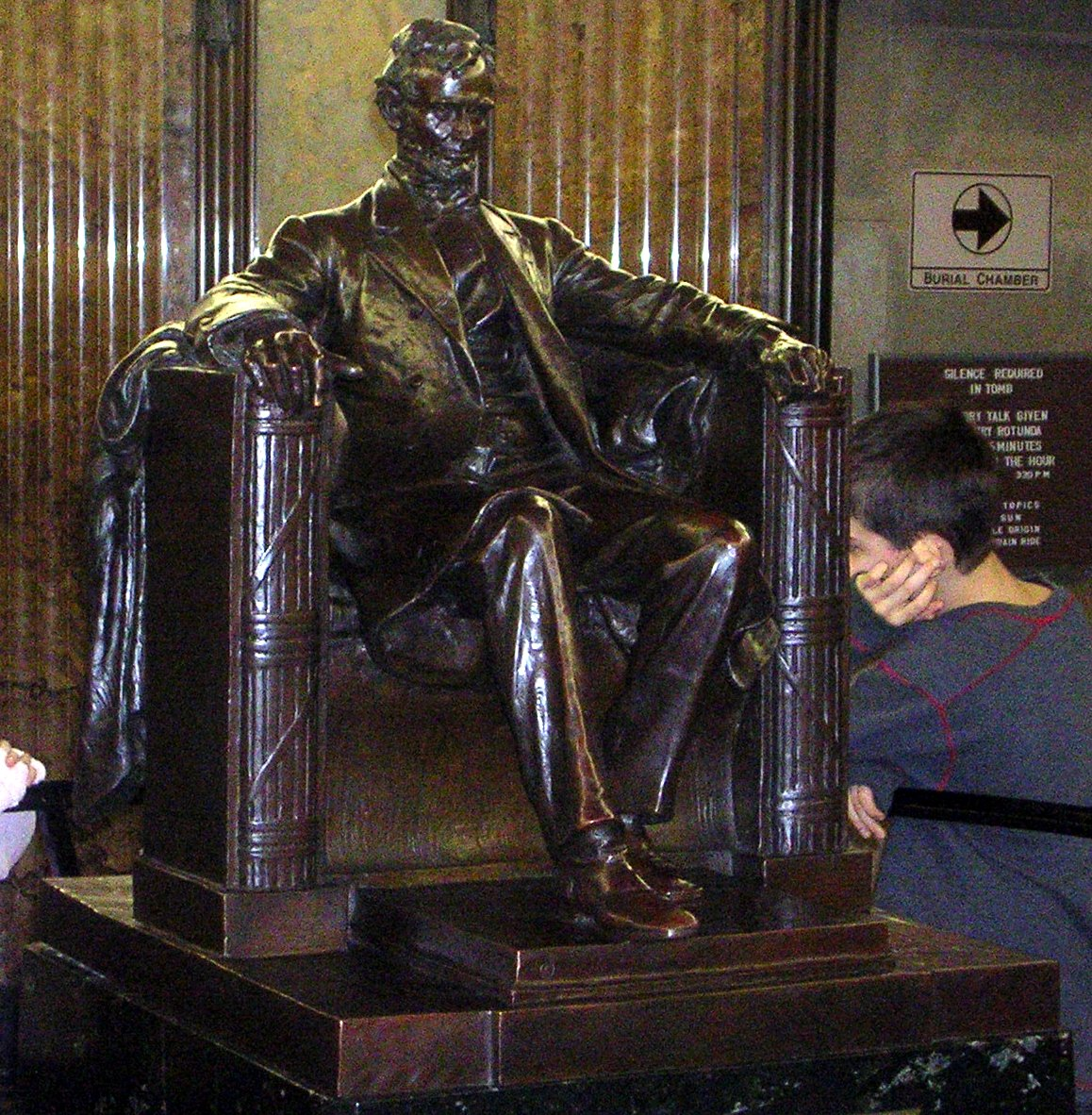
Бронзовий прототип роботи Деніела Честера Френча в меморіалі Лінкольна, розташований у ротонді гробниці Лінкольна. Кілька спеціально відлитих копій відомих скульптур Лінкольна встановлено в проходах крипти, серед них '.

Гробниця розташована в центрі ділянки площею 12½ акрів (51 000 м²). Збудована з граніту з Біддефорда (штат Мен), обробленого в Квінсі (штат Массачусетс), вона має прямокутну основу, увінчану обеліском висотою 117 футів (36 м), та напівкруглий вхід. На постаменті перед входом установлено бронзову репліку голови Лінкольна роботи скульптора Ґатзона Борґлума (оригінал — у Капітолії США). До рівної тераси ведуть чотири прольоти сходів з балюстрадою — два з боків входу спереду та два ззаду. Балюстрада простягається навколо тераси, утворюючи парапет. Спочатку тераса була відкрита для публіки, але потім її закрили з міркувань безпеки.

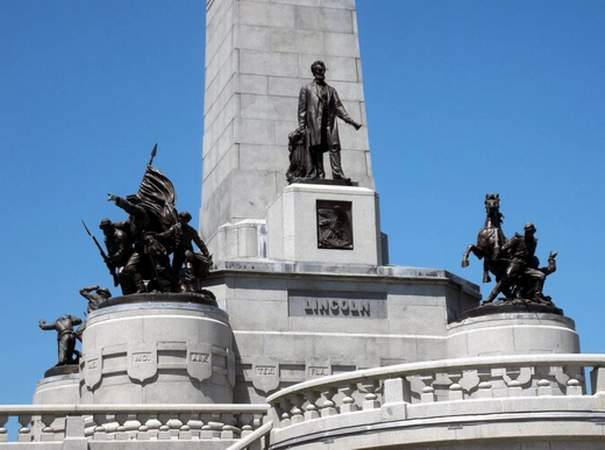
Статуї піхоти та кінноти в кутах обеліска

У центрі тераси обеліск підтримує великий та вишукано оздоблений постамент. На стінах постаменту розташовано 40 тесаних каменів, вирізаних у вигляді піднятих щитів, на 37 із яких вигравірувано абревіатуру штату на момент будівництва гробниці. Решту 3 позначено літерами U, S, A. Кожен щит з'єднано з іншим двома піднятими смугами, так, що група утворює нерозривний ланцюгнавколо постаменту. Кути останнього прикрашають чотири бронзові статуї. Вони символізують піхоту, флот, артилерію та кінноту періоду Громадянської війни. Перед обеліском та над входом стоїть ростова статуя Лінкольна. Ці різьблення та статуї спроєктував та виконав архітектор і скульптор гробниці Ларкін Голдсміт Мід.
Інтер'єр меморіалу, побудований з мармуру з Міннесоти, Міссурі, Массачусетсу, Арканзасу, Юти, Італії, Іспанії, Франції та Бельгії, містить ротонду, поховальну кімнату та сполучні коридори. У вхідному фоє домінує зменшений бронзовий прототип роботи Даніеля Честера Френча статуї 1920 року з меморіалу Лінкольна у Вашингтоні. Стіни ротонди прикрашено 16 мармуровими пілястрами, розділеними мармуровими панелями. Пілястри символізують Лінкольна та 15 президентів, які йому передували. У кімнаті також є 36 бронзових панелей, по одній для кожного штату на момент смерті Лінкольна. Стелю виготовлено з паладієвого листа.

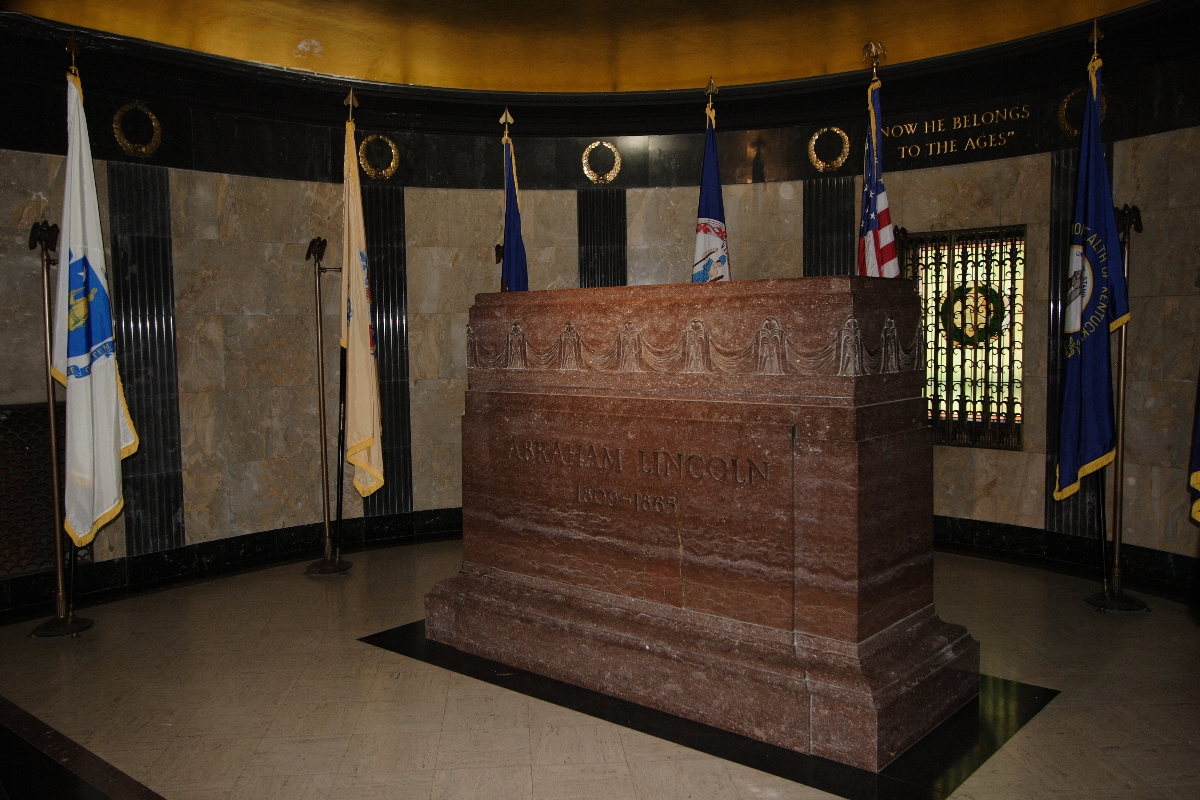
Поховальна кімната в стилі ар-деко з червоним мармуровим меморіальним пам'ятником

Від ротонди до поховальної кімнати в задній частині меморіалу ведуть коридори. У нішах вздовж стін коридору розташовано вісім статуй видатних скульпторів, що зображують різні етапи життя Лінкольна. На чотирьох бронзових табличках на стінах вигравірувано прощальну промову, Геттісберзьку промову, частину другої інавгураційної промови та біографічний нарис. Великі золоті зірки, по 12 штук у кожному куті меморіалу, представляють 48 штатів Союзу на момент його реконструкції 1930 року.

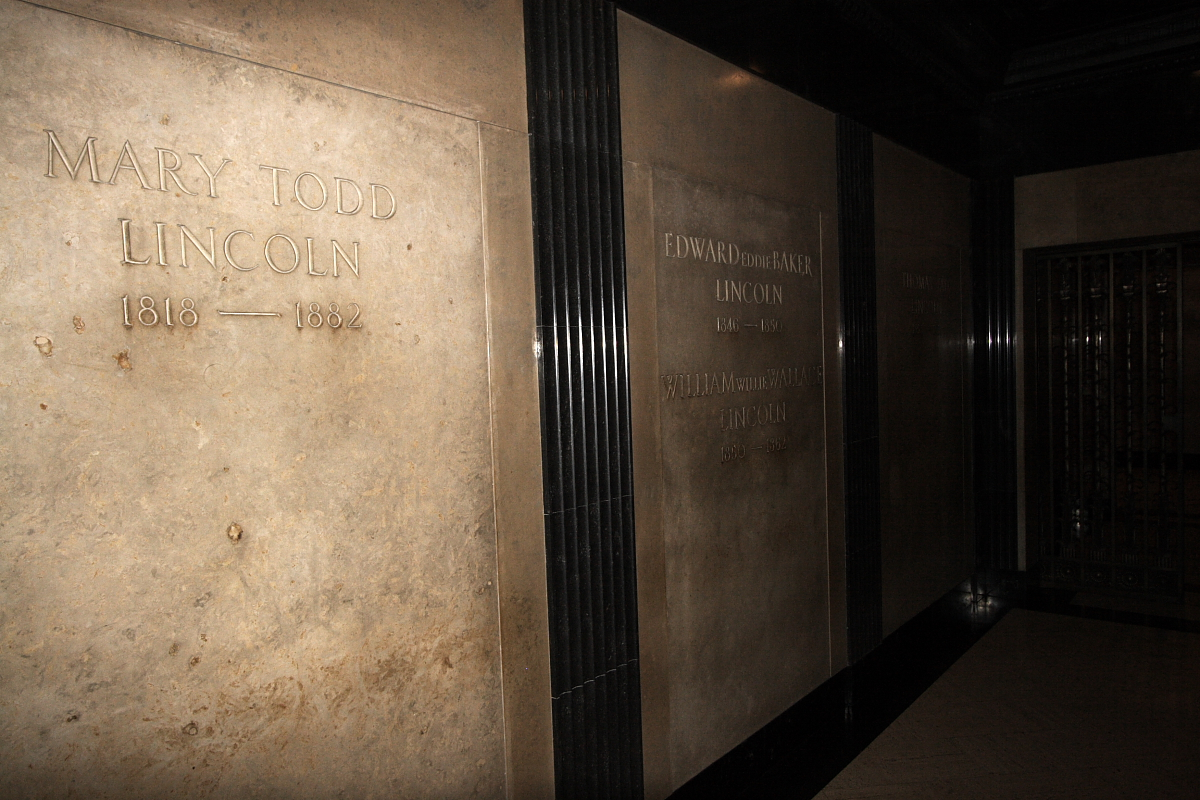
Крипта Мері Тодд Лінкольн у похоронній кімнаті розташована поруч зі склепами її синів.

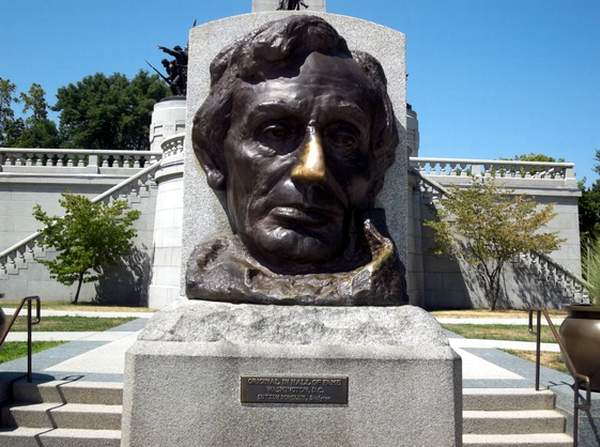
Голова Лінкольна роботи Ґатзона Борґлума. Ніс залишається блискучим завдяки традиції терти його на щастя.

Поховальна кімната має чорно-білі мармурові стіни та стелю з позолотою. В її центрі стоїть меморіальний пам'ятник (кенотаф) — 7-тонний блок червонуватого мармуру з викарбуваним ім'ям Лінкольна та роками його життя. Він позначає приблизне розташування похоронного склепу, який міститься на 30 дюймів позаду та 10 футів нижче. Навколо кенотафа півколом розташовані дев'ять прапорів. Сім із них — державні прапори Массачусетсу, Нью-Джерсі, Пенсільванії, Вірджинії, Кентуккі, Індіани та Іллінойсу — увічнюють батьківщину Лінкольна та його предків. Восьмий і дев'ятий — прапор США та президентський прапор. Над вітражем на стіні викарбувано напис «Тепер він належить вікам» (англ. Now he belongs to the ages), який нібито вимовив під час смерті Лінкольна військовий міністр Едвін Стентон. Уздовж південної стіни поховальної кімнати розташовані чотири крипти, які містять останки місіс Лінкольн та трьох із чотирьох синів Лінкольна, Едварда, Вілліта Теда (старшого, Роберта Тодда Лінкольна, разом із дружиною та сином, поховано на Арлінгтонському національному кладовищі).
Гробницю збудовано з додатковими криптами для членів родини Лінкольна. Однак, оскільки решта членів родини Лінкольна вирішили бути похованими в іншому місці, решта крипт залишаються порожніми.
Оригінальний ландшафтний дизайн ділянки розробив Вільям Сондерс, відомий ландшафтний дизайнер і федеральний службовець, який раніше проєктував цвинтар Оук-Ридж та Національний солдатський цвинтар у Геттісберзі, де Лінкольн виголосив знамениту промову.

## Сусідні меморіали
Також на території під наглядом штату Іллінойс недалеко від гробниці встановлено три військові меморіали:
- Меморіал ветеранів Другої світової війни в Іллінойсі[en] відкрито в грудні 2004 року. Цей меморіал вшановує 987 000 чоловіків та жінок із Іллінойсу, які брали участь у Другій світовій війні, та 22 000, які віддали своє життя.[8] Його центральним елементом є білий 22-тонний бетонний глобус, оточений з двох боків чорними гранітними стінами. Кнопки з неіржавної сталі на глобусі позначають основні битви, а на стіні вигравірувано цитати військових лідерів, зокрема президентів Франкліна Рузвельта та Гаррі Трумена.
- Меморіал Корейської війни, відкритий 16 червня 1996 року, вшановує 1748 жителів Іллінойсу, які загинули під час Корейської війни 1950-53 років Він складається з дванадцятифутового бронзового дзвона діаметром дванадцять футів, установленого на гранітній основі. По колу дзвона розміщено чотири ніші, кожна з яких містить фігуру, що представляє один із видів збройних сил. На основі викарбувано імена жителів Іллінойсу, які загинули в Кореї. Система карильйонів у Меморіалі через рівні проміжки часу відтворює короткі музичні фрагменти.
- Меморіал ветеранів В'єтнаму, відкритий 1988 року, вшановує майже 3000 жителів Іллінойсу, які загинули під час війни у В'єтнамі. Він має кругову форму, що дає змогу відвідувачам заходити до внутрішнього двору з будь-якого боку. На п'яти гранітних плитах, кожна з яких представляє один із видів Збройних сил США, містяться імена загиблих або зниклих безвісти в бою.